# Platypria
Platypria es un género de escarabajos  de la familia Chrysomelidae. En 1840 Guérin-Méneville describió el género. Contiene las siguientes especies:
- Platypria abdominalis Chapuis, 1877
- Platypria acanthion (Gestro, 1890)
- Platypria bakeri (Gestro, 1922)
- Platypria centetes (Guérin-Méneville, 1840)
- Platypria chaetomys Gestro, 1903
- Platypria chiroptera (Gestro, 1894)
- Platypria coronata (Guérin-Méneville, 1840)
- Platypria corpulenta Weise, 1910
- Platypria decemspinosa Kraatz, 1895
- Platypria dimidiata (Chapuis, 1877)
- Platypria echidna (Guérin-Méneville, 1840)
- Platypria erinaceus (Fabricius, 1801)
- Platypria fenestrata (Pic, 1924)
- Platypria funebris Gestro, 1905
- Platypria hastulata Uhmann, 1954
- Platypria hystrix (Fabricius, 1798)
- Platypria infuscata (Gestro, 1917)
- Platypria longispina (Chapuis)
- Platypria luctuosa Chapuis, 1877
- Platypria melli (Uhmann, 1955)
- Platypria moluccana (Weise, 1922)
- Platypria natalensis Gestro, 1905
- Platypria nigrospinosa Fairmaire, 1891
- Platypria nodifera Spaeth, 1934
- Platypria parva (Chen & Sun, 1964)
- Platypria paucispinosa Gestro, 1905
- Platypria seminigra (Heller, 1916)
- Platypria subopaca (Chapuis, 1876)
- Platypria tuberculata Achard, 1917